# Leonid Mitrofanowitsch Samjatin
Leonid Mitrofanowitsch Samjatin (russisch Леонид Митрофанович Замятин; * 9. März 1922 in Nischnedewizk; † 19. Juni 2019) war ein sowjetischer Diplomat.

## Biografie
Er absolvierte das Moskauer Luftfahrtinstitut und arbeitete ab 1946 als Diplomat. Er wurde Berater der sowjetischen Delegation bei den Vereinten Nationen und ständiger Vertreter der Sowjetunion im Gouverneursrat der IAEO. Von 1962 bis 1970 war er im Außenministerium der Sowjetunion tätig und leitete die Presseabteilung. Von 1970 bis 1978 war er Generaldirektor der TASS, der offiziellen Nachrichtenagentur der Sowjetunion. Von 1978 bis 1986 war er Vorsitzender der Abteilung für internationale Informationen des Zentralkomitees der Kommunistischen Partei der Sowjetunion.
1986 wurde Leonid Samjatin zum sowjetischen Botschafter im Vereinigten Königreich ernannt. Er war gezwungen, sein Botschafteramt niederzulegen, nachdem er sich geweigert hatte, den Augustputsch von 1991 gegen Michail Gorbatschow zu verurteilen.